# آکوپیارا
آکوپیارا (به پرتغالی: Acopiara) یک سکونتگاه مسکونی در برزیل است که در سئارا واقع شده‌است.